# Арчиман
Арчиман (азерб. Ərçiman) — село в Демирчинском муниципалитете Шемахинского района Азербайджанской Республики.

## Топоним
Ойконим «Арчиман» состоит из двух частей, которые, в свою очередь, являются сложными словами. По мнению некоторых исследователей, топоним образовался из сочетания слов «ардыдж» (можжевельник) и «мана» (окрестность) и получил свою нынешнюю форму в результате местного произношения. Так называлась деревня, заложенная у подножия горы в окружении можжевельников. В топонимических словарях этот ойконим был зарегистрирован в 1917 году в форме Арчимана.
Известно также, что в Туркменистане у подножия Копетдага находится курортный город под названием Арчиман.

## География и климат
Село расположено в 30 км от районного центра Шемахи, на берегу реки Пирсагат, у подножий Главного Кавказского хребта, на высоте 1500—1550 м над уровнем моря.

## Население
По данным списков населённых мест Бакинской губернии от 1870 года, составленных по сведениям камерального описания губернии с 1859 по 1864 год, в селении Арчиманъ при реке Пир-Сагатъ в 34 дворах проживали 217 азербайджанцев-суннитов: 116 мужчин и 101 женщина.
Согласно результатам Азербайджанской сельскохозяйственной переписи 1921 года в Арчимане насчитывалось 55 хозяйств и 208 жителей. Из них мужчин — 105 человек, женщин — 103 человека. Преобладающей национальностью являлись азербайджанские тюрки (азербайджанцы).
Согласно статистическим данным на декабрь 2011 года, численность населения села составляла 624 человека (126 семей), из них 283 мужчины, 341 женщина.
Основными занятиями населения являются земледелие, животноводство, ковроделие.
В деревне функционируют фельдшерско-акушерский пункт, магазин, клуб и библиотека.